# Alan Jay Lerner
Alan Jay Lerner (Nova Iorque, 31 de agosto de 1918 - Nova Iorque, 14 de junho de 1986) foi um letrista e dramaturgo estadunidense vencedor do Oscar, Tony e Grammy. Ele formou com o compositor Frederick Loewe uma das parcerias lendárias do teatro musical americano.
Seu maior sucesso foi My Fair Lady, uma adaptação da peça de George Bernard Shaw, estrelado por Rex Harrison e Julie Andrews, que quebrou todos os recordes de bilheteria da Broadway.

## Prêmios e indicações
- Kennedy Center Honors 1985

Oscar
- melhor roteiro original, 1951 Sinfonia de Paris
- melhor roteiro adaptado, 1958 Gigi
- melhor canção original, 1958 Gigi

Globo de Ouro
- melhor canção original, 1968 Camelot
- melhor trilha sonora, 1975 The Little Prince

Tony Award
- melhor libreto de musical, 1957 My Fair Lady
- melhor canção original, 1957 My Fair Lady e 1974 Gigi

Grammy Awards
- melhor álbum de teatro musical, 1966 On a Clear Day You Can See Forever

New York Drama Critics
- Best Musical, 1947 Brigadoon
- Best Musical, 1957 My Fair Lady

Johnny Mercer Award
- Lyric Writing, 1985, Conjunto da obra